# Al-Mahra
al-Mahra (arabiska: المهرة) är den östligaste provinsen i Jemen. Den administrativa huvudorten är al-Ghayda. Den gränsar till Oman.
Provinsen har 88 594 invånare och en yta på 67 310 km².

## Distrikt
- al-Ghayda
- Hat
- Hawf
- Huswayn
- Manar
- al-Masila
- Qishn
- Sayhut
- Shahan